# كريستيان ريفيرا
كريستيان ريفيرا (بالإسبانية: Christian Rivera)‏ هو لاعب كرة قدم كولومبي في مركز الوسط، ولد في 14 يناير 1996 في مدينة كالي في كولومبيا. لعب مع ديبورتيفو كالي.

## وصلات خارجية
- كريستيان ريفيرا على موقع قاعدة بيانات كرة القدم.إي يو (الإنجليزية)
- كريستيان ريفيرا على موقع Soccerway.com (الإنجليزية)
- كريستيان ريفيرا على موقع AS.com (الإسبانية)